# Juan de Valdés Leal

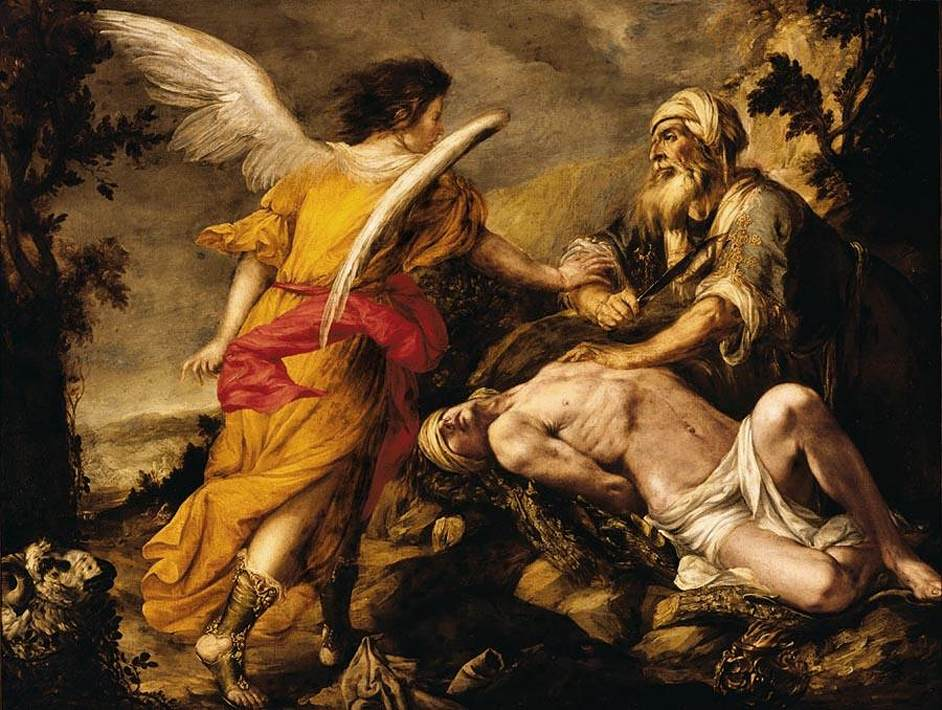
Ofiara Izaaka (1657-59)

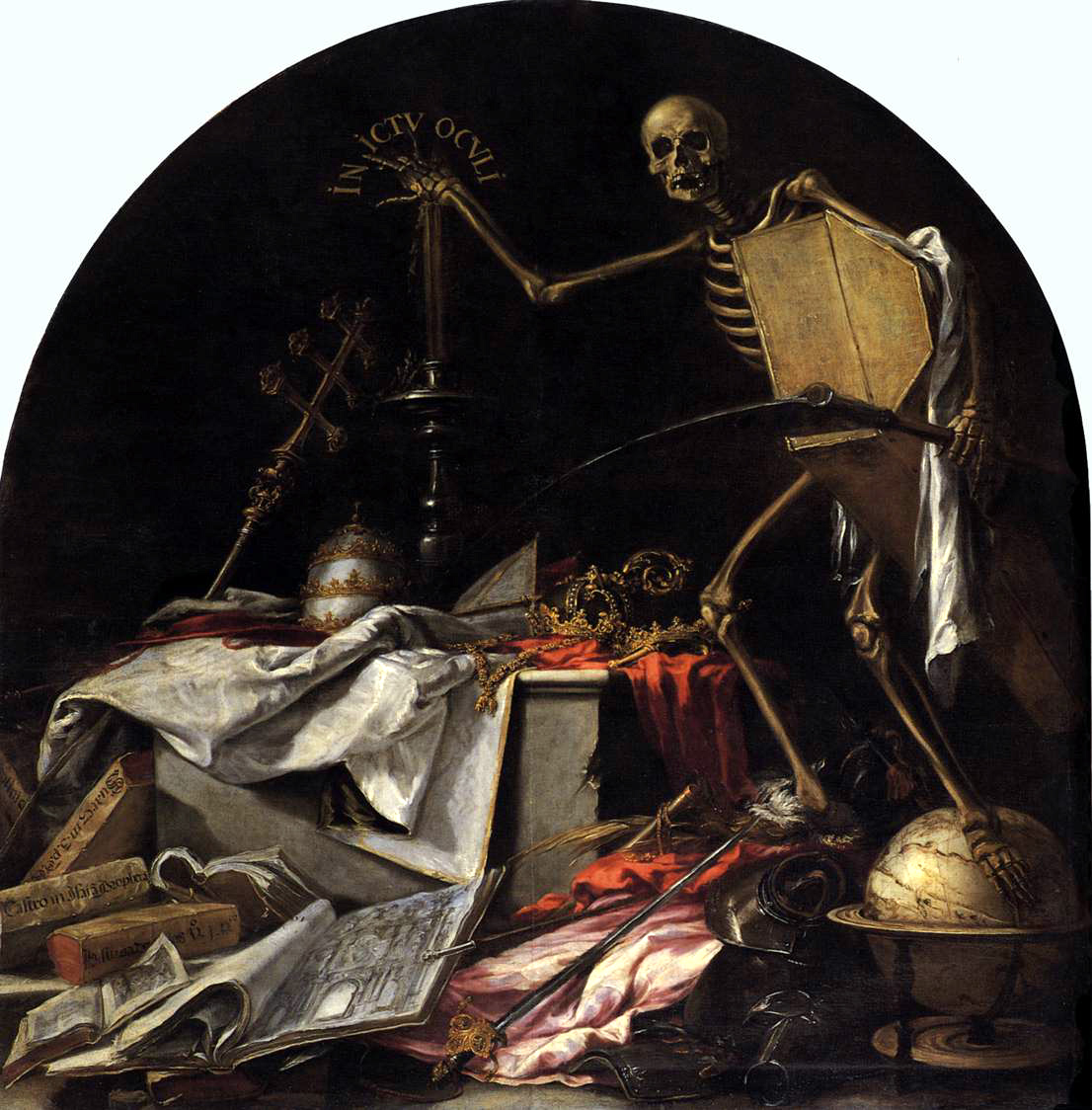
In ictu oculi (1672)

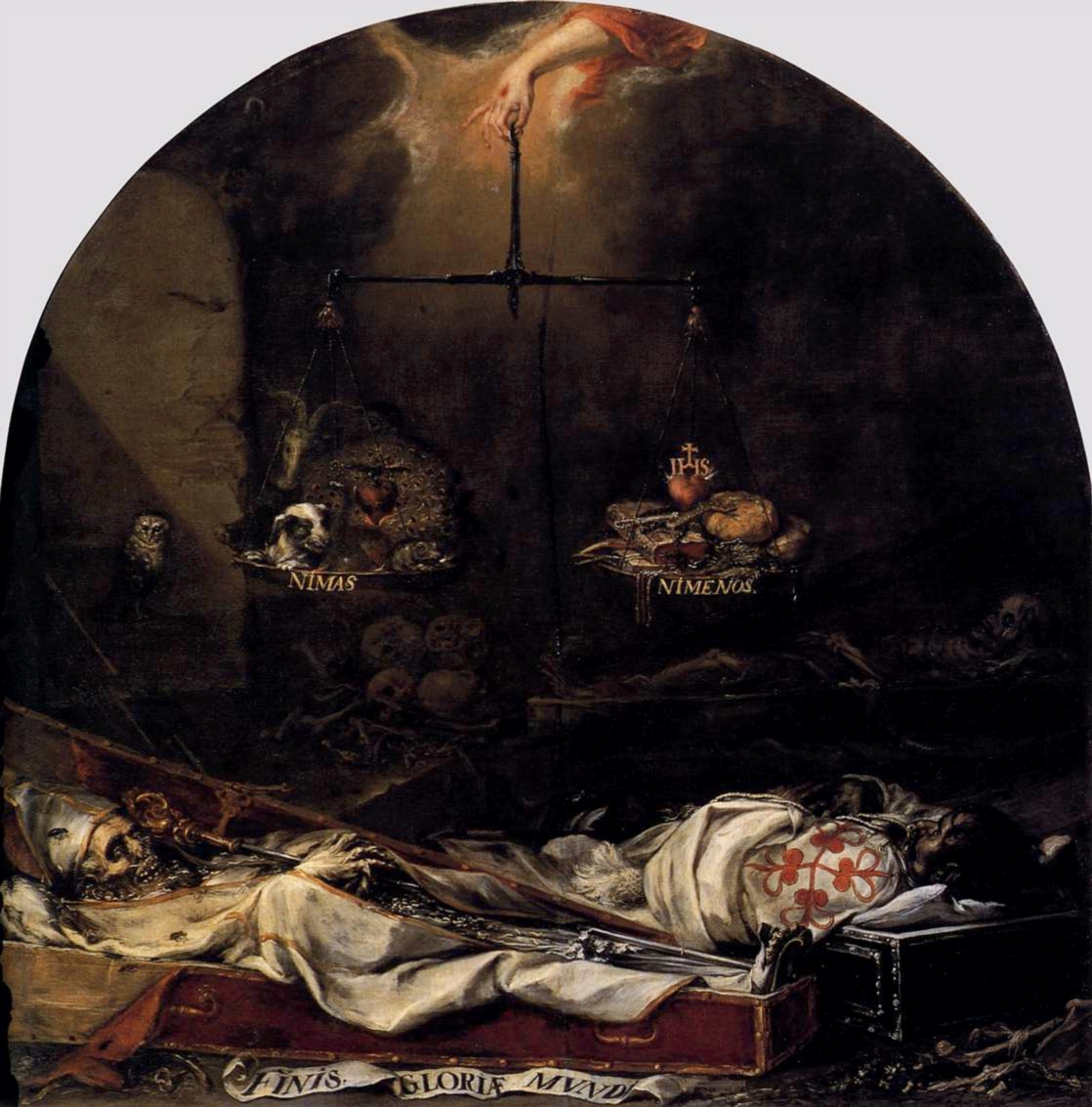
Finis gloriae mundi (1672)

Juan de Valdés Leal, właśc. Juan de Nisa (ur. 4 maja 1622 w Sewilli, zm. 15 października 1690 tamże) – hiszpański malarz i rytownik okresu baroku reprezentujący szkołę sewilską, rywalizujący z Murillem.
Był synem portugalskiego złotnika Fernanda de Nisa. Nazwisko przejął od matki Andaluzyjki. Uczył się u Antonia del Castilla. Działał głównie w Sewilli, Kordobie i Madrycie. W 1647 poślubił malarką Isabellę de Carasquilla. Obok Murilla i Pedra de Camprobina był współzałożycielem Akademii Rysunku i Malarstwa w Sewilli w 1660.
Tworzył obrazy o tematyce religijnej, alegorycznej i batalistycznej. Realizował wiele zamówień dla kościołów i klasztorów Sewilli i Kordoby. Zajmował się też rzeźbą i złotnictwem. Jego dzieła odznaczają się ciepłym kolorytem, dramatycznym napięciem, silnymi kontrastami światłocieniowymi oraz upodobaniem do makabrycznych motywów. Odwoływał się do dzieł Caravaggia, stosując jeszcze dramatyczniejsze efekty świetlne i bardziej niestabilne układy kompozycyjne. W przeciwieństwie do Murilla, który precyzyjnie odtwarzał postacie i detale, stosował technikę mniej staranną: ledwie naszkicowane kształty i urywane pociągnięcia pędzla. Malował też dzieła typu vanitas – poświęcone medytacji nad śmiercią i marnością życia doczesnego (dwa malowidła o tematyce wanitatywnej dla sewilskiego Szpitala Miłosierdzia). Był autorem polichromii wielkiego ołtarza Pedra Roldana w kościele przy Szpitalu Miłosierdzia w Sewilli. Sworzył kilka cykli malarskich: Historia św. Klary (1653-54) dla konwentu klarysek w Carmona, Życie św. Ignacego, założyciela zakonu jezuitów (1674-76), Życie św. Hieronima (1657) oraz Historia proroka Eliasza dla kościoła karmelitanów
w Kordowie (1654-58).
Nie pozostawił żadnych uczniów, ale jego dzieci: Lucas, Juan, Maria i Laura de Valdés również zajmowały się malarstwem.

## Wybrane dzieła
- Alegoria próżności lub Zagadka marności – 1660, 130 × 99 cm, Wadsworth Atheneum, Hartford
- Atak Saracenów na klasztor San Damiano – Muzeum Sztuk Pięknych w Sewilli
- Biczowanie św. Hieronima – 1656-57, 222 × 247 cm, Muzeum Sztuk Pięknych w Sewilli
- Brat Diego de Jerez – 1656-57, 249 × 130 cm, Prado, Madryt
- Brat Vasco Portugalski – 1656-58, 249 × 127,5 cm, Galeria Obrazów Starych Mistrzów w Dreźnie
- Chrystus i św. Weronika – 161 × 212 cm, Prado, Madryt
- Chrystus obsługiwany przez aniołów – 1663-64, 200 × 358 cm, Muzeum Goi w Castres
- Chrzest św. Hieronima – 1657, 220 × 225 cm, Muzeum Sztuk Pięknych w Sewilli
- Don Miguel Mañara – 1679, 100 × 90 cm, Hospital de la Caridad, Sevilla
- Droga na Kalwarię – 1657-60, 209 × 160 cm, Prado, Madryt
- Droga na Kalwarię – 1661, 144 × 144 cm, The Hispanic Society of America, Nowy Jork
- Droga na Kalwarię – ok. 1661, 167 × 145 cm, Prado, Madryt
- Finis gloriae mundi (Koniec chwały tego świata) – 1670-72, 220 × 216 cm, Hospital de la Santa Caridad, Sewilla
- Głowa kobiety – ok. 1658, 44 × 43 cm, Ermitaż, Sankt Petersburg
- In ictu oculi (W mgnieniu oka) lub Alegoria śmierci – 1670-72, 220 × 216 cm, Hospital de la Santa Caridad, Sewilla
- Jezus wśród uczonych w Piśmie – 1686, 200 × 215 cm, Prado, Madryt
- Kalwaria – 1659-60, 410 × 252 cm, Kościół św. Magdaleny, Sewilla
- Klęska Maurów pod murami Azis – 1652-53, 330 × 325 cm, Muzeum Sztuk Pięknych w Sewilli
- Kuszenie św. Hieronima – ok. 1657, 224 × 126 cm, Muzeum Sztuk Pięknych w Sewilli
- Madonna Złotników – 1654, Museo de Bellas Artes Kordoba
- Matka Boska ukazująca się św. Ignacemu – 1660-64, 217 × 169 cm, Muzeum Sztuk Pięknych w Sewilli
- Michał Archanioł – 1654-56, 205 × 109 cm, Prado, Madryt
- Narodziny Marii – 1680-85, 50 × 65 cm, Museo Nacional de Arte Decorativo Buenos Aires
- Niepokalane Poczęcie – 1682, 208 × 143 cm, Meadows Museum, Dallas
- Niepokalane Poczęcie – 1670-72, 319 × 201 cm, Muzeum Sztuk Pięknych w Sewilli
- Niepokalane Poczęcie z dwoma donatorami – ok. 1661, 189 × 205 cm, National Gallery w Londynie
- Portret arcybiskupa – 1680-85, 104 × 89 cm, Mead Art Museum, Amherst (Massachusetts)
- Śmierć św. Ignacego – 1674-75, 272 × 370 cm, Kościół San Pedro, Lima
- Św. Hieronim – 1657-60, 211 × 131 cm, Prado, Madryt
- Św. Jan i trzy Marie poszukujący Jezusa – Muzeum Sztuk Pięknych w Sewilli
- Św. Jan Ewangelista – 1675-79, 70 × 33 cm, Museu Nacional d’Art de Catalunya, Barcelona
- Uczta u Szymona – 1660, 24 × 34 cm, Luwr, Paryż
- Uwolnienie św. Piotra – 1675-79, 83 × 92 cm Katedra w Sewilli
- Wesele w Kanie – 1660, 24 × 34 cm, Luwr, Paryż
- Wniebowstąpienie – 1680-85, 36 × 54 cm, Muzeum Sztuk Pięknych w Sewilli
- Wniebowzięcie Marii – 1665-69, 215 × 156 cm National Gallery of Art, Waszyngton